# Folkia haasi
Folkia haasi là một loài nhện trong họ Dysderidae.
Loài này thuộc chi Folkia. Folkia haasi được miêu tả năm 1929 bởi Reimoser.